# Lex Icilia
Droit romain et lois romaines
Lex Terentilia
(462 av. J.-C.) Lex Aternia Tarpeia
(454 av. J.-C.)
La Lex Icilia est une loi romaine présentée et votée entre 456 et 454 av. J.-C. Elle porte le nom de son auteur, le tribun de la plèbe Lucius Icilius.

## Contexte
Depuis la chute de la monarchie, la concentration des pouvoirs entre les mains du patriciat entraine un mécontentement croissant du reste du peuple, exclu des fonctions publiques et de la propriété terrienne. Les plébéiens, accablés de dettes, finissent par faire sécession et se retirent sur le mont Sacré en 494 av. J.-C. Ce mouvement d'insurrection se conclut par la création des premières institutions plébéiennes. Les tribuns de la plèbe ne tardent pas à faire valoir leurs revendications et parviennent à se faire reconnaître officiellement par l'ensemble du peuple romain avec le passage de la lex Publilia en 471 av. J.-C.
En ce qui concerne l'accès à la propriété terrienne, le projet proposé par le consul Spurius Cassius Vecellinus en 486 av. J.-C. est rejeté par le Sénat mais son principe est inlassablement repris chaque année par les tribuns de la plèbe. Il faut attendre 456 av. J.-C. et la proposition de loi de Lucius Icilius pour que la plèbe réussisse enfin à faire passer une loi qui s'approche de la loi agraire initiale, tant redoutée par les patriciens, bien que la lex Icilia ne concerne que la répartition de parcelles de terrain à bâtir sur l'Aventin.

## LaLex Icilia

### Passage de la loi
Les auteurs antiques Tite-Live et Denys d'Halicarnasse placent la promulgation de la loi en 456 av. J.-C., sous le consulat de Marcus Valerius Maximus Lactuca et Spurius Verginius Tricostus Caeliomontanus, grâce à l'action des tribuns de la plèbe Lucius Icilius et Lucius Alienus,,. Les deux tribuns sont réélus l'année suivante, probablement afin d'achever leur œuvre législative.

### Le contenu
Selon Denys d'Halicarnasse, le texte de la lex Icilia est gravé sur une plaque de bronze placée dans le temple dédié à Diane Aventine. La loi prévoit le partage du mont Aventin, une des sept collines de Rome, appartenant au domaine public, en plusieurs lots distribués au peuple. La colline devient rapidement un bastion plébéien, couverte d'habitations, faisant face à la Rome sénatoriale. Le choix de cette colline n'est pas anodin : c'est là où il y a eu la première sécession de la plèbe en 494 av. J.-C. et où est construit le temple de Cérès, Liber et Libera qui devient le siège de la plèbe romaine.
Avec la loi de lotissement, le tribun de la plèbe Lucius Icilius fait passer une deuxième loi qui accorde aux tribuns le droit de convoquer le Sénat et de parler dans cette assemblée.

## Analyse moderne
Il paraît aujourd'hui étonnant que les plébéiens aient réussi à défendre avec succès un tel projet quelques années seulement avant l'instauration du décemvirat, alors que les tensions provoquées par la rogatio Terentilia sont encore très vives. De plus, la lex Icilia est en fait un plébiscite, c'est-à-dire une résolution de la plèbe proposée par les tribuns et votée sur la base des tribus, mais qui concerne ici l'ensemble du peuple, contrairement au plebiscitum Publilium de 471 av. J.-C. qui ne concerne que les institutions plébéiennes. Or la validité de telles résolutions, concernant tout le peuple romain, n'est abordée que plus tard, en 449 av. J.-C., par le biais des leges Valeriae Horatiae. Il semble alors étrange que dès 456 av. J.-C., les plébéiens aient pu être en mesure de prendre une décision à propos de l'ager publicus, qui appartient à l'ensemble du peuple.
Denys d'Halicarnasse, conscient du problème soulevé, tente de l'écarter en expliquant qu'il ne s'agit pas d'un plébiscite puisque Lucius Icilius n'aurait pas soumis son projet aux seuls plébéiens, mais également aux consuls et au Sénat. Ce dernier l'aurait approuvé et la loi aurait été votée par les comices centuriates, réunies par les consuls. Néanmoins, si on suit le raisonnement de Denys d'Halicarnasse, la loi aurait dû porter le nom des consuls et non celui du tribun. L'auteur a manifestement voulu apporter de la cohérence à son récit.